# Tűzeset a salgótarjáni csokoládégyárban
A salgótarjáni csokoládégyárban történt tűzeset az egyik legismertebb magyarországi élelmiszeripari-baleset, amely során a salgótarjáni Lívia Csokoládégyár Kft. épülete 2011. október 14-éről október 15-ére virradóra teljesen leégett. A tűz keletkezésének okai máig tisztázatlanok.

## Az üzemről és működéséről
A salgótarjáni csokoládégyár, vagyis a Lívia Csokoládégyár Kft. 1993-ban kezdte meg működését a Kemerovó-lakótelepen. Az üzem a lakótelepen, a Fáy András körút 62-64. szám alatt, egy, az 1970-es években épített, korábbi négyosztályos általános iskola épületében kezdte meg működését, amit a lakótelepen élők "piros iskola"-ként emlegettek, utalva az épület bordó színére, amit később átfestettek vajszínűre. A könnyűszerkezetes épület alapterülete 1200 négyzetméter volt, javarészt fából és préselt faelemekből épült fel, a tetőt pedig hullámpala-lemezek borították. Az épület egyszerre adott otthont az irodáknak, a raktárnak és a gyártóüzemnek is.
A Lívia Csokoládégyár Kft. főleg szezonális (mikulás, karácsony, húsvét) termékek gyártásával foglalkozott, állandó kereskedelmi forgalomban lévő termékeik nem voltak. Termékeiket az olcsó előállíthatóság miatt rendes csokoládé helyett ún. kakaós tejbevonómasszából készítették.

## A baleset körülményei
2011. október 14-én pénteken, nem sokkal a délutános műszak letelte után, este 10 óra körül futott be a telefonhívás a Nógrád Megyei Katasztrófavédelmi Igazgatóság salgótarjáni irodájába amely szerint teljes terjedelmében égni kezdett a Kemerovó-lakótelepen található csokoládégyár tetőszerkezete. A riasztást négyes fokozatúvá minősítették, a kiérkezést követően a salgótarjáni tűzoltóság összes bevethető egysége, azonnal megkezdte a lángoló tetőszerkezet oltását. A fokozatosan terjedő lángok miatt a balassagyarmati, majd később az ózdi a hatvani és a gyöngyösi tűzoltók segítségére is szükség volt, összesen 80 tűzoltó küzdött a lángokkal. A lakótelepen álló épületet ugyan lakóházak vették körbe, de a tűz nem veszélyeztette a környező épületeket. Az omlásveszély miatt sokáig nem tudtak az épületbe behatolni, ezért hosszú ideig csak emelőkosaras gépjárműfecskendővel tudták a tüzet oltani.
A tűz keletkezésekor hárman tartózkodtak az épületben, de ők még időben ki tudtak menekülni, így a balesetben senki nem sérült meg.
A tűzoltók másnap (október 15., szombat) hajnalig oltották a tüzet, de az újragyulladást megakadályozó munkálatok még aznap délelőtt is zajlottak.
A könnyűszerkezetes fa épület tetőszerkezetének nagy része és a belső udvar felé néző oldalfalai teljesen megsemmisültek, akárcsak az irodai és a gyártáshoz szükséges eszközök. A teljes, mikulásra és karácsonyra szánt áru is a lángok martalékává vált.

## Az események feltárása

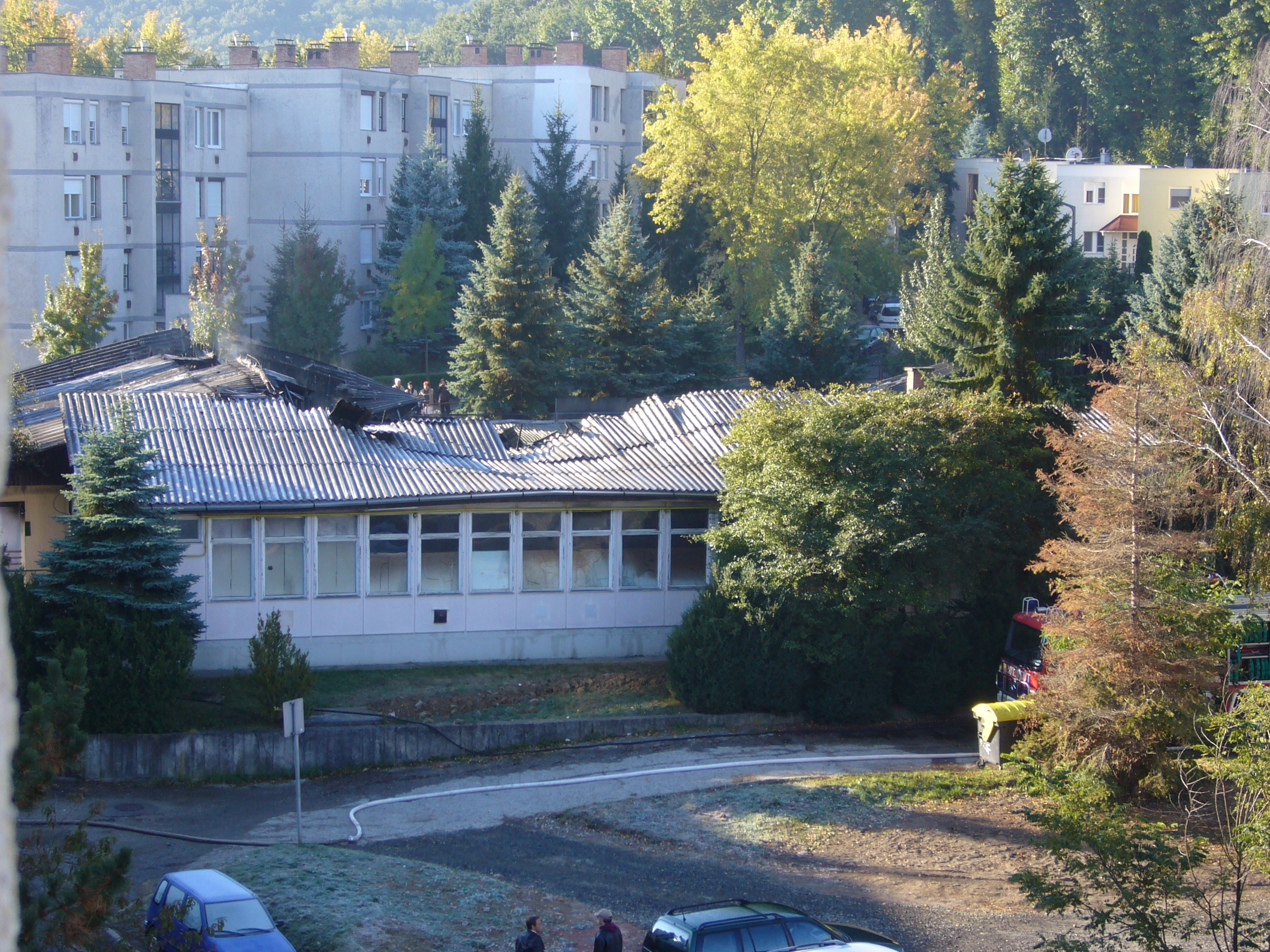
A csokigyár épülete a tűzeset másnapján

Az esetet követően azonnal megkezdődött a szakértői vizsgálat. Az első jelentés alapján a tűzesetet elektromos zárlat okozhatta, ám a későbbiekben ezt kizárták. A Lívia Csokoládégyár Kft. tulajdonosa Dombi András szerint ugyanis nem kizárt, hogy valaki felgyújthatta az épületet. Az üzem tulajdonosa szerint a lakótelepen élőket zavarta a munkával (főként a rakodással) járó zaj, bár állítása szerint arra mindig ügyeltek, hogy a határértékeket ne lépjék túl, és ne zavarják a lakótelepen élőket. A bűncselekmény lehetőségét ő maga vetette fel a szakembereknek. A lehetőség felvázolása után a Nógrád Megyei Rendőr-főkapitányság is szemlét tartott a helyszínen, majd ezt követően ismeretlen tettes ellen különösen nagy kárt okozó rongálás gyanúja miatt indítottak eljárást.

## A baleset utóélete
A balesetet követően a  Lívia Csokoládégyár Kft. tulajdonosa, az elhúzódó rendőrségi ügy és tűzoltósági vizsgálat miatt nem jutott biztosítási összeghez. A tulajdonos végül beszüntette a cég tevékenységét, dolgozóikat elbocsájtották.
A baleset után az épület sokáig nem került lebontásra, erre 2013 szeptemberében került sor. A Kemerovó-lakótelepi lakók fokozatos panasza (az épület látványa és a rágcsálók - főleg patkányok - megjelenése) nyomán elbontották az épületet. A bontást a salgótarjáni önkormányzat saját költségvetéséből fedezte. A bontást azért vállalta magára a város önkormányzata, mert a céget fedező biztosító és a felszámoló közötti per akár évekig elhúzódhat, a cégtulajdonos pedig nem tudta volna saját költségen lebontatni az épületet, biztosítási fedezet hiányában sem.
A bontás során 1100 köbméter hulladékot szállítottak el, amiből 20 tonna veszélyes hulladék volt, elsősorban a tetőből eredő pala és palatörmelék. Ezek mellett talajvizsgálatot és patkányirtást is végeztek a lakótelepen.